# Wappen von Tasmanien

Wappen von Tasmanien

Das Wappen von Tasmanien, einem Bundesstaat Australiens auf der Insel Tasmanien, ist in Rot und Blau geviert mit einem übergelegten weißen Balken mit einem goldenen Schaf.
Im ersten Feld eine goldene Garbe und im vierten goldener Hopfen; Im zweiten und im dritten Feld mit Silber beginnend liegen zwei blaue Balken, über denen erst ein goldener Donnerkeil und dann vier goldene Äpfel liegen.
Über dem Schild schwebt ein rot-weißer Crest mit einem roten laufenden Löwen, der sich mit der rechten Vorderpfote auf einer Schaufel und einer Spitzhacke stützt.
Schildhalter ist rechts und links je ein goldener Beutelwolf auf einem goldenen Arabeskengitter stehend.
Unter dem Schild ein weißes Band und die Worte in schwarzen Majuskeln „Ubertas et Fidelitas“ (Fruchtbarkeit und Treue).
Das Wappen wurde am 29. Mai 1917 offiziell durch  König George V. des Vereinigten Königreichs gewährt und im Jahr  1919 angenommen.